# Néstor Antón
Néstor Fausto Antón Giudice (Montevideo, 19 aprile 1924 – Montevideo, 16 maggio 1952) è stato un cestista uruguaiano.

## Carriera
Con l'Uruguay ha disputato i Giochi olimpici di Londra 1948.